# چاپلینو (استان پودلاسکی)
چاپلینو (به لهستانی:  Czaplino) یک روستا در لهستان است که در گمینا خوروشچ واقع شده‌است. چاپلینو ۱۲۰ نفر جمعیت دارد.